# Young Liars
Albums de TV on the Radio
OK Calculator
(2002) Desperate Youth, Blood Thirsty Babes
(2004)
Young Liars est l'un des premiers EP du groupe new-yorkais TV on the Radio.
Sorti en 2003 chez Touch & Go Records ce single assoit le style propre du groupe en le distinguant de l'électro, du doo wop, du post-rock, et des autres styles avant-gardistes.
Cet EP contient également le titre Staring at the Sun"qui figurera ensuite sur le premier album officiel du groupe, Desperate Youth, Blood Thirsty Babes, en 2004.
On peut noter une version doo-wop de la chanson Mister Grieves des Pixies.

## Liste des titres
1. Satellite
2. Staring at the Sun
3. Blind
4. Young Liars
5. Mister Grieves